# KK Vojvodina Novi Sad
El KK Vojvodina (en serbi: Košarkaški klub Vojvodina / Кошаркашки клуб Војводина) és un club de basquetbol de la ciutat de Novi Sad, a Sèrbia. El KK Vojvodina forma part del club poliesportiu SD Vojvodina.
L'equip es va fundar el 1948. També se'l coneix com Vell Vojvodina per distingir-se dels seus rivals dissolts i molt coneguts de la ciutat el KK Vojvodina Srbijagas. L'última dècada, el club va funcionar com l'equip reserva del Vojvodina Srbijagas, però després de la dissolució d'aquest, el KK Vojvodina va rebre molts dels seus jugadors i va ascendir a la Lliga de bàsquet de Sèrbia per a la temporada 2017-18.
L'equip femení, anomenat ŽKK Vojvodina, va quedar finalista a la final de la Lliga Adriàtica de 2006.